# نيكولا حنا
نيكولا تيسير حنا (19 سبتمبر 1961-) هو محامٍ أمريكي،شغل منصب وكيل وزارة العدل الأمريكية في المنطقة الوسطى من كاليفورنيا من عام 2018 إلى عام 2021.

## سيرته
نشأ نيكولا حنا في سان دييغو، كاليفورنيا. كان والده رجل أعمال مهاجر من رام الله، فلسطين، ومنحدر من عائلة مسيحية يونانية أنطاكية. حصل على درجة البكالوريوس في الآداب من جامعة كاليفورنيا، سان دييغو، ودرجة الدكتوراه في القانون بامتياز مع مرتبة الشرف من مركز الحقوق في جامعة جورجتاون.

## الحياة المهنية
قبل أن يصبح محاميًا أمريكيًا، كان حنا شريكًا في شركة Gibson, Dunn & Crutcher، حيث تخصص في القضايا لذوي الياقات البيضاء والدعاوى التجارية المعقدة.
شغل حنا في السابق منصب مساعد وكيل وزارة العدل الأمريكية في لوس أنجلوس من عام 1990 إلى عام 1995، حيث قام بملاحقة منظمات التجارة بالمخدرات وغسيل الأموال الكبرى، فضلاً عن جرائم العنف والجرائم الاقتصادية. ثم شغل نفس المنصب في سان دييغو من عام 1995 إلى عام 1998، حيث ركز على التحقيق في عصابات المخدرات الدولية وملاحقتها قضائيًا.

#### وكيل وزارة العدل الأمريكية في المنطقة الوسطى من كاليفورنيا
في 16 فبراير 2018، أعلن الرئيس دونالد ترامب عن نيته بترشيح حنا لمنصب المدعي العام للولايات المتحدة للمنطقة الوسطى من كاليفورنيا. في 27 فبراير 2018، تم إرسال ترشيحه إلى مجلس الشيوخ. في 19 أبريل 2018، تم الإعلان عن ترشيحه من قبل اللجنة عن طريق التصويت الصوتي. تم تأكيد ترشيحه بالتصويت الصوتي في 26 أبريل 2018. في 4 يناير 2021، أعلن حنا استقالته التي دخلت حيز التنفيذ في 8 يناير 2021.